# The Millionaire (film 1921)
The Millionaire è un film muto del 1921 diretto da Jack Conway.

## Trama
Diventato improvvisamente multimilionario alla morte di Silas Gyde, un vecchio innamorato di sua madre che lascia a lui tutti i suoi beni, Simon Fisher è tenuto lontano da Kate, la ragazza che ama, perché lei non si fida di tutto quel denaro piovuto dal cielo e vuole prima rendersi conto di che effetto potrà avere su Simon. Lui, intanto, si accorge che Silas è stato ucciso da una banda di criminali e, per smascherarli, finge di essere il segretario di sé stesso, mentre convince un attore a farsi passare per lui, l'erede del patrimonio Gyde. Un suo amico, Bobo, rimane conquistato da Marion, un'affascinante membro femminile della gang, tanto da sposarla. Ma Simon mantiene i nervi saldi e, con l'aiuto della polizia, riesce a far catturare tutta la banda.

## Produzione
Il film fu prodotto dall'Universal Film Manufacturing Company.

## Distribuzione
Il copyright del film, richiesto dalla Universal Film Manufacturing Co., fu registrato il 5 novembre 1921 con il numero LP17167.
Distribuito dall'Universal, il film uscì nelle sale cinematografiche USA il 14 novembre 1921.